# Aetana
Aetana là một chi nhện trong họ Pholcidae.

## Các loài
Các loài trong chi này gồm:
- Aetana fiji Huber, 2005
- Aetana kinabalu Huber, 2005
- Aetana omayan Huber, 2005